# 尤里·普列斯昆
尤里·普列斯昆（英語：Yuri Pleskun；1990年5月14日—），美國男模特兒，生於美國紐約布朗克斯區。

## 早期生活
尤里的童年生活並不輕鬆，他曾經的志向，是當建築工人或者高樓洗窗工。在讀書期間，他就多次因為毆打同學被學校開除，甚至被警察帶走過。在14歲那年，他在手臂上刺青。
尤里生活的逆轉，始於兩年前凌晨3點的一家酒吧外，他被喝醉酒的模特兒尋選人Gina Jean撞見。Gina Jean試探性地詢問尤里是否有意做男模特兒，在得到肯定的答覆之後，尤里被簽給了模特兒經紀公司Re:Quest。　　

## 職業生涯

### 祖籍
尤里·普列斯昆常因其名Yuri而被很多人誤解是俄羅斯人，實際上尤里的祖籍是烏克蘭，誕生在布朗克斯（紐約市五個區中最北面的一個）。

### 成名
自從尤里在Topman 2009年春夏季嶄露頭角以後，他的事業突飛猛進。他的面孔出現在Vogue Hommes Japan、An0ther Man、Vogue Italia、10 Men和FIASCO上；也曾爲Marc by Marc Jacobs、Margaret Howell和Juicy Couture拍攝宣傳照。尤里因其斯拉夫式的外表和不羈的性格在時尚界走紅。2011年春夏季更與超模吉賽兒·邦辰一同拍攝巴黎世家的廣告，而掌舵攝影師更是大師級的Steven Meisel。
截止2012年7月，普列斯昆在models.com的排名為6位。

## 個人生活

### 圈中好友
尤里曾在接受The Fashionisto採訪時透露自己在模特圈中最好的朋友是美國男模特兒Cole Mohr （页面存档备份，存于）。